# Obereopsis leptissima
Obereopsis leptissima là một loài bọ cánh cứng trong họ Cerambycidae.